# آنا غان
آنا غان (بالإنجليزية: Anna Gunn) (من مواليد 11 أغسطس 1968م) هي ممثلة أمريكية، عرفت عن دورها كـ سكايلر وايت في مسلسل اختلال ضال الذي عرض على قناة AMC، فازت آنا غان بجائزة إيمي لأفضل ممثلة مساعدة في مسلسل درامي في عام 2013.

## الحياة المبكرة
ولدت غان في سانتا فيه، نيومكسيكو، وتخرجت من جامعة نورث وسترن في عام 1990م.

## الحياة الشخصية
لدى غان ابنتان، هما إيلا روز وإيما، من زوجها السابق الممثل وسمسار العقارات، إليستر دنكان.

## الحياة المهنية
عُرفت غان بدورها كـ سكايلر وايت في مسلسل اختلال ضال على قناة إيه إم سي، الذي هو من بطولة براين كرانستون. في عام 2012 و2013، رُشحت لجائزة إيمي لجائزة أفضل ممثلة مساعدة في مسلسل درامي عن دورها في هذا المسلسل، وفازت بالجائزة في عام 2013. في شهر أغسطس عام 2013، كتبت مقال افتتاحية لصحيفة نيو يورك تايمز تحلل فيه سبب كره العامة لشخصيتها.
أدّت غان دوراً ثانوياً كمساعدة المدعي العام جين وارد في مسلسل The Practice على قناة ABC من عام 1997 حتى 2002، وأدّت دوراً رئيسياً بشخصية مارثا بولوك في مسلسل Deadwood على قناة HBO من عام 2005 إلى 2006. كما ظهرت في مسلسل ساينفلد في حلقة «النظارة»، وفي مسلسل ستة أقدام تحت الأرض في حلقة «اللعب المتوازي»، وفي الموسم الأول من مسلسل Murder One.
قدمت غان أداءً صوتياً لشخصية أرييل في سلسلة ألعاب الفيديو تراث كين. كما ظهرت في مسلسل Quantum Leap في حلقة "The Play's The Thing". في عام 2011، لعبت دوراً رئيسياً في فيلم «عُمْر - أسرار عدن»، إلى جانب الممثل جون ستاموس. إلى جانب أداءها للعديد من الأدوار في أفلام أخرى مثل فيلم دون وجود أدلة، عدو الدولة، وطء المياه، طريق الإثنى عشر ميل، والدولة الحمراء.

## السيرة الفنية
| السنة | الفيلم                        | الاسم بالإنجليزية                        | الدور                         | ملاحظات                                                         |
| ----- | ----------------------------- | ---------------------------------------- | ----------------------------- | --------------------------------------------------------------- |
| 1992  | بذاءة                         | Indecency                                | سيليست                        | فيلم تلفزيوني                                                   |
| 1994  | المكثف الفرنسي                | French Intensive                         | ريتشل                         | فيلم قصير                                                       |
| 1994  | لحظة الحقيقة: في مرمى النيران | Moment of Truth: Caught in the Crossfire | العميلة أليكس كنق             | فيلم تلفزيوني                                                   |
| 1994  | مبتدئ                         | Junior                                   | موظفة الاستقبال كاسيتاس مادرس |                                                                 |
| 1995  | دون وجود أدلة                 | Without Evidence                         | ليز قدلوف                     |                                                                 |
| 1995  | إذا كان شخصٌ ما يعرف           | If Someone Had Known                     | الضابطة ليندا ريد             |                                                                 |
| 1997  | سانتا في                      | Santa Fe                                 | جين                           |                                                                 |
| 1998  | عدو الدولة                    | Enemy of the State                       | إميلي رينولدز                 |                                                                 |
| 2000  | أوراحٌ ضائعة                   | Lost Souls                               | سالي بريسكوت                  |                                                                 |
| 2001  | طفل لا أحد                    | Nobody's Baby                            | ستورماي                       |                                                                 |
| 2002  | وطء الماء                     | Treading Water                           | الممثلة                       |                                                                 |
| 2003  | لوس أنجليس السرية             | L.A. Confidential                        | غير معروف                     | فيلم تلفزيوني                                                   |
| 2003  | طريق الـ12 ميل                | 12 Mile Road                             | ليا                           | فيلم تلفزيوني                                                   |
| 2004  | شرطة نيويورك 2069             | NYPD 2069                                | نتالي فرانسو                  | فيلم تلفزيوني                                                   |
| 2011  | الدولة الحمراء                | Red State                                | والدة ترافيس                  |                                                                 |
| 2012  | عربة حمراء صغيرة              | Little Red Wagon                         | لوري بونر                     |                                                                 |
| 2012  | أسرار عدن                     | Secrets of Eden                          | المحققة كاثرين بيننكاسا       | فيلم تلفزيوني                                                   |
| 2012  | بنطلون وقح                    | Sassy Pants                              | جون بروت                      | رشّحت لجائزة أفضل ممثلة مساعدة في مهرجان ميلان السينمائي الدولي. |

| السنة     | العمل                   | الاسم بالإنجليزية  | الدور                 | ملاحظات |
| --------- | ----------------------- | ------------------ | --------------------- | --- |
| 1992      | نقلة نوعية              | Quantum Leap       | ليز                   | الحلقة: "The Play's the Thing" |
| 1992–1993 | أسفل الشاطئ             | Down the Shore     | أردين                 | 29 حلقة |
| 1993      | ساينفلد                 | Seinfeld           | إيمي                  | الحلقة: "The Glasses" |
| 1994      | أشخاصٌ مفقودون           | Missing Persons    | إيلي كيو              | الحلقة: "My Beautiful Son Is O.K..." |
| 1994      | شرطة نيويورك الزرقاء    | NYPD Blue          | كيمي                  | حلقتان |
| 1995–1996 | جريمة قتل واحدة         | Murder One         | ميليسا غرايوت         | 3 حلقات |
| 1996      | أمل شيكاغو              | Chicago Hope       | ميغان ستانارد         | الحلقة: "Sexual Perversity in Chicago Hope" |
| 1996      | رجل لازاروس             | The Lazarus Man    | الصحفية               | الحلقة: "The Journal" |
| 1996      | الرجال يتصرفون بشكلٍ سيءٍ | Men Behaving Badly | ميشيل                 | الحلقة: "Babies Having Babies" |
| 1996      | اليسر الكبير            | The Big Easy       | إيفي                  | الحلقة: "Snake Dance" |
| 1997      | السائرون أثناء النوم    | Sleepwalkers       | إينجي غيلبين          | الحلقة: "Night Terrors" |
| 1997–2002 | الممارسة                | The Practice       | جين وارد              | 10 حلقات |
| 1999      | إي آر                   | ER                 | محامية إكبو           | الحلقة: "Point of Origin" |
| 1999      | ذا درو كاري شو          |                    | Kelly Walker          | الحلقة: "Drew's Reunion" |
| 1999      | القاضية إيمي (مسلسل)    |                    | Emily Noble           | الحلقة: "Presumed Innocent" |
| 2000      | Bull                    |                    | Miss Coyle            | الحلقة: "A Beautiful Lie" |
| 2001      | The Guardian            |                    | Meghan Barstow        | حلقتان |
| 2002      | نعم عزيزي               |                    | Jessica               | الحلقة: "Kim's New Nanny" |
| 2003      | Dragnet                 |                    | Dr. Louise Nottingham | حلقتان |
| 2003      | The O'Keefes            |                    | Phyllis               | الحلقة: "Pilot" |
| 2003      | Wild Card               |                    | Janell Morgan         | الحلقة: "The Cheese Stands Alone" |
| 2003      | The Lyon's Den          |                    | Elizabeth Hopper      | الحلقة: "Blood" |
| 2003      | Miss Match              |                    | Maureen Weston        | الحلقة: "Kate in Ex-tasy" |
| 2003      | Miracles                |                    | Rebecca Webb          | الحلقة: "You Are My Sunshine" |
| 2004      | The D.A.                |                    | Shelly Ward           | الحلقة: "The People vs. Sergius Kovinsky" |
| 2004      | ستة أقدام تحت الأرض     |                    | Madeline              | الحلقة: "Parallel Play" |
| 2005–2006 | Deadwood                |                    | Martha Bullock        | 24 حلقة ترشيح—جائزة نقابة ممثلي الشاشة عن الأداء المتميز من قبل مجموعة ممثلين في مسلسل درامي |
| 2007      | بوسطن ليغال             |                    | Attorney Susan Bixby  | الحلقة: "Nuts" |
| 2008–2013 | اختلال ضال              |                    | سكايلر وايت           | 61 حلقة جائزة إيمي برايم تايم عن فئة الأداء المبهر لممثلة مساعدة في مسلسل درامي (2013) ترشيح—Critics' Choice Television Award for Best Drama Supporting Actress (2012–13) ترشيح—جائزة إيمي برايم تايم عن فئة الأداء المبهر لممثلة مساعدة في مسلسل درامي (2012) ترشيح—Saturn Award for Best Actress on Television ترشيح—Saturn Award for Best Supporting Actress on Television ترشيح—جائزة نقابة ممثلي الشاشة عن الأداء المتميز من قبل مجموعة ممثلين في مسلسل درامي(2012–13) |
| 2010      | قانون ونظام             |                    | Marielle Di Napoli    | الحلقة: "Love Eternal" |
| 2010      | اكذب علي (مسلسل)        |                    | Jenkins               | الحلقة: "Dirty Loyal" |
| 2013      | ريتا                    | Rita               | Rita                  | حلقة تجريبية |

| السنة | العمل                      | الدور                                         | ملاحظات |
| ----- | -------------------------- | --------------------------------------------- | ------- |
| 1996  | بلود أومين: ليغسي أوف كاين | Ariel/Azimuth the Planer/DeJoule the Energist | صوت     |
| 1999  | ليجسي أوف كاين: سول ريفير  | أرييل                                         | صوت     |
| 2001  | سول ريفير 2                | أرييل                                         | صوت     |
| 2003  | ليغسي أوف كاين: ديفاينس    | أرييل                                         | صوت     |

## الجوائز والترشيحات
| السنة | الجائزة                       | الفئة                                              | العمل      | النتيجة |
| ----- | ----------------------------- | -------------------------------------------------- | ---------- | ------- |
| 2007  | جوائز نقابة ممثلي الشاشة      | الأداء المتميز من قبل مجموعة ممثلين في مسلسل درامي | أغصان ميتة | رُشِّح     |
| 2010  | جائزة زحل                     | أفضل ممثلة على التلفزيون                           | اختلال ضال | رُشِّح     |
| 2012  | جوائز اختيار النقاد للتلفزيون | أفضل ممثلة مساعدة في الدراما                       | اختلال ضال | رُشِّح     |
| 2012  | جوائز برايم-تايم إيمي         | أفضل ممثلة مساعدة في مسلسل درامي                   | اختلال ضال | رُشِّح     |
| 2012  | جوائز نقابة ممثلي الشاشة      | الأداء المتميز من قبل مجموعة ممثلين في مسلسل درامي | اختلال ضال | رُشِّح     |
| 2013  | جوائز اختيار النقاد للتلفزيون | أفضل ممثلة مساعدة في الدراما                       | اختلال ضال | رُشِّح     |
| 2013  | جائزة زحل                     | أفضل ممثلة مساعدة على التلفزيون                    | اختلال ضال | رُشِّح     |
| 2013  | جوائز نقابة ممثلي الشاشة      | الأداء المتميز من قبل مجموعة ممثلين في مسلسل درامي | اختلال ضال | رُشِّح     |
| 2013  | جوائز برايم-تايم إيمي         | أفضل ممثلة مساعدة في مسلسل درامي                   | اختلال ضال | فوز     |

## وصلات خارجية
- آنا غان على موقع IMDb (الإنجليزية)
- آنا غان على موقع روتن توميتوز (الإنجليزية)
- آنا غان على موقع ألو سيني (الفرنسية)
- آنا غان على موقع تيرنر كلاسيك موفيز (الإنجليزية)
- آنا غان على موقع أول موفي (الإنجليزية)
- آنا غان على موقع قاعدة بيانات برودواي على الإنترنت (الإنجليزية)
- آنا غان على موقع قاعدة بيانات الأفلام السويدية (السويدية)
- آنا غان على موقع إن إن دي بي (الإنجليزية)
- آنا غان على موقع قاعدة بيانات الفيلم (الإنجليزية)
- آنا غان على موقع كينوبويسك (الروسية)